# Nagano

Nagano (長野市 Nagano-shi?) este un municipiu din Japonia, centrul administrativ al prefecturii Nagano. În Nagano au avut loc Jocurile Olimpice de iarnă din 1998.